# Raymond Pauwels
Raymond Pauwels  (* 12. Mai 1926 in Schaarbeek; † 30. Dezember 1997 in Laken) war ein belgischer Bahnradsportler.
1945 wurde Raymond Pauwels belgischer Junioren-Meister im Sprint, 1946 und 1947 nationaler Sprintmeister der Amateure. 1949 und 1950 errang er den Meistertitel bei den Profis. 1948 wurde er Dritter der nationalen Meisterschaft und von 1951 bis 1952 dreimal in Folge Vizemeister. 1953 beendete er seine Radsport-Karriere.